# Pop'n music 2
pop'n music 2 (ポップンミュージック 2 Poppun myūjikku 2?), Es la segunda entrega de la franquicia de pop'n music. Su lanzamiento fue en marzo de 1999 en Arcade, y salió su versión casera en septiembre del mismo año para las consolas PlayStation y Dreamcast. El videojuego consta con nuevas canciones, con una cantidad de 32 en la versión arcade, mientras para sus versiones en consola, se le agregaron una 46 canciones, incluyendo varias provenientes de su antecesor. Desarrollado por Konami y P-CAT Design.

## Modo de juego
El objetivo del jugador es acertar las notas de la canción que caen desde la parte superior de la pantalla cuando llegan a la línea roja, presionando el botón correspondiente para formar sonidos que son parte de la canción. Cuanto más precisa sea el acierto, mejor será la calificación y aumentará progresivamente la barra de Groove Gauge. Las características del juego son similares a la de su antecesor, solo que más mejoradas y con nuevos modos.

## Modos seleccionables
Son un total de 4 modos, entre ellos un nuevo modo:
Beginner mode: Es el modo categorizado para principiantes, la dificultad es igual, solo que se pueden jugar dos canciones por cada set.
Normal mode: Se considera el modo clásico del juego. están disponibles tres canciones por cada set.
Excite mode: Es similar al modo anterior, solo que a medida que se va jugando, el juego hace que las notas cambien de posición, lo cual dificulta el juego ya que pueden confundir al jugador.
Party mode: Este es el nuevo modo que aparece por primera vez en el juego. A diferencia de todos los modos anteriores, este deja caer desde la parte superior de la pantalla varios íconos que al presionarlas, tienen distintas animaciones y efectos que dificultan al jugador, las cuales son un total de ocho.

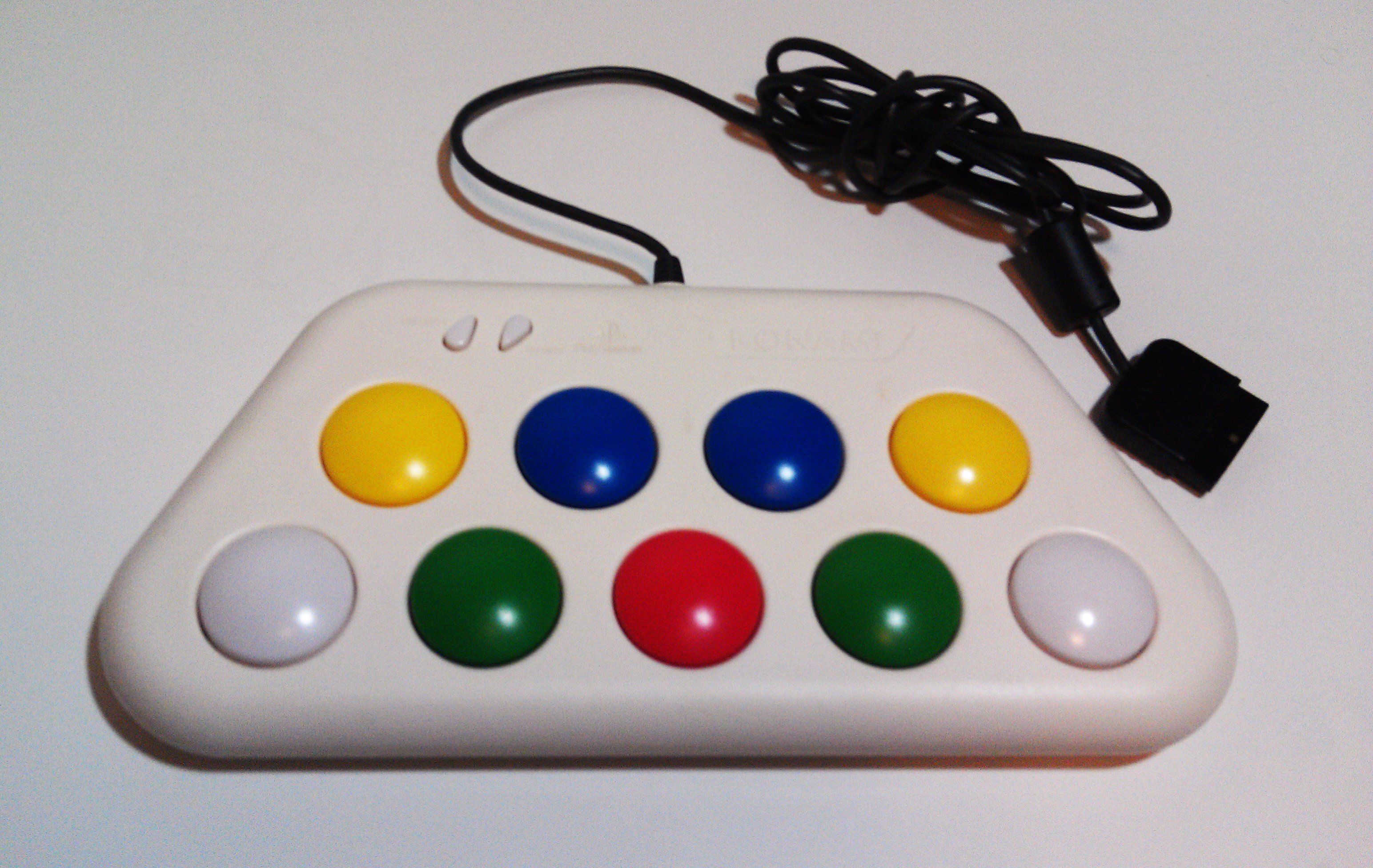
Mini control de Pop'n Music para PlayStation. También disponible para Dreamcast.

## Lista de canciones
La tabla muestra las nuevas canciones de la versión arcade tanto como las que participaron en su entrega anterior, incluyendo la versión para consola:
| Nombre                                   | Género              | Artista                   | Personaje           | Disponible en Arcade | Disponible en PlayStation y Dreamcast |
| Canciones 1st Stage                      | Canciones 1st Stage | Canciones 1st Stage       | Canciones 1st Stage | Canciones 1st Stage  | Canciones 1st Stage                   |
| ---------------------------------------- | ------------------- | ------------------------- | ------------------- | -------------------- | ------------------------------------- |
| monde des songe                          | FANTASY             | Bikke                     | MZD                 | No                   | Sí                                    |
| すてきなタブーラ                         | MASARA              | TABAN KING                | KARLI               | Sí                   | Sí                                    |
| Prism Heart                              | URBAN POP           | Sana                      | Mrs.WILSON          | No                   | Sí                                    |
| Quick Master                             | J-TEKNO             | act deft                  | MZD                 | Sí                   | Sí                                    |
| Don't Disturb                            | NEW WAVE            | Color Essence             | SYLVIE              | No                   | Sí                                    |
| YOUNG DREAM                              | RAP                 | LITTLE FINGERS            | KRAFT?              | Sí                   | Sí                                    |
| 光の季節                                 | MELLOW              | ANNA                      | SANAE♥chan          | Sí                   | Sí                                    |
| I REALLY WANT TO HURT YOU                | POPS                | SUGI & REO                | RIE♥chan            | Sí                   | Sí                                    |
| LOVE FIRE                                | IDOL GIRL           | 長沢ゆりか                | JUDY                | Sí                   | Sí                                    |
| (fly higher than) the stars              | NEO ACO             | sugi&reo                  | Sugi★kun            | Sí                   | Sí                                    |
| 取り返してやる！～Again, My Lovely Day～ | CUTE                | Akko's                    | ANZU                | No                   | Sí                                    |
| E.C.M.                                   | AKIBA               | PAPEHINA meets Haya-P     | SHOLLKEE            | No                   | Sí                                    |
| Canciones 2nd Stage                      |                     |                           |                     |                      |                                       |
| El País del sol                          | LATIN               | Senorita Rica             | MZD                 | Sí                   | Sí                                    |
| Hi-Tekno                                 | DANCE               | Hi-Tekno                  | JUDY                | Sí                   | Sí                                    |
| Give me your pain                        | CANDY POP           | Haya-P & Maru             | CINDY               | No                   | Sí                                    |
| Baby, I'm yours                          | REGGAE              | LISA-T                    | MZD                 | Sí                   | Sí                                    |
| WHITE BIRDS                              | VISUAL              | violent age               | Yuli                | Sí                   | Sí                                    |
| Con te sabi 2119                         | AFRICA              | Hamba un Aa               | PRETTY              | Sí                   | Sí                                    |
| すれちがう二人                           | BONUS TRACK         | apresmidi                 | SANAE♥chan          | Sí                   | Sí                                    |
| PULSE                                    | FUNNY               | 319                       | BOY                 | No                   | Sí                                    |
| Life                                     | J-POP               | Haya-P & Maru             | PRETTY              | Sí                   | Sí                                    |
| what i want (Euro Mix)                   | EURO QUEEN          | T.R.S                     | KoKo                | Sí                   | Sí                                    |
| ROSE~恋人よ、薔薇色に染まれ              | DIGI ROCK           | BROKE                     | Timer               | Sí                   | Sí                                    |
| CROSSOVER 12                             | FUSION              | 319                       | PRETTY              | Sí                   | Sí                                    |
| what i want                              | DISCO QUEEN         | THE RITCHIE SISTERS       | KoKo                | Sí                   | Sí                                    |
| お江戸花吹雪                             | ENKA                | 高田香里                  | S.B.TARO            | Sí                   | Sí                                    |
| R.C.                                     | CLASSIC 2           | Waldeus von Dovjak        | HAMANOV             | No                   | Sí                                    |
| e-motion                                 | RAVE                | e.o.s                     | Rave girl           | Sí                   | Sí                                    |
| Theme of staff roll ～special mix～      | LIVE                | きまぐれポッパーズ        | POPPERS             | No                   | Sí                                    |
| 走れブン!ブン!                           | NEW FOLK            | わがまま7                 | FLOWER              | No                   | Sí                                    |
| Canciones Final Stage                    |                     |                           |                     |                      |                                       |
| Electronic Fill                          | TECHNO POP          | Windslope                 | KRAFT?              | Sí                   | Sí                                    |
| The theme of GAMBLER Z                   | ANIME HERO          | words: RYO song: NARAMCHA | MZD                 | Sí                   | Sí                                    |
| はばたけ、ザ・グレートギャンブラー       | ANIME HERO R        | さくし:RYO うた:水木一郎  | Hiroshi Jingu       | Sí                   | Sí                                    |
| 麗しのカーディガン                       | CARIBBEAN           | Akko's                    | OLIVIA              | No                   | Sí                                    |
| Water Melon Woman                        | TECHNO'80           | NAKATEK                   | PRETTY              | Sí                   | Sí                                    |
| Smile The Night Away                     | POP RAP             | Scotty D                  | KRAFT?              | Sí                   | Sí                                    |
| FUNKY TOWN '75                           | DISCO KING          | JV & THE SEXY MACHINE GUN | MZD                 | Sí                   | Sí                                    |
| Love Is Strong To The Sky                | GIRLY               | SAORI                     | RIE♥chan            | Sí                   | Sí                                    |
| Chaos Age                                | CLASSIC             | J-KANE                    | PRETTY              | Sí                   | Sí                                    |
| I'm on fire                              | HEAVY METAL         | AD/DA                     | Dami-yan            | Sí                   | Sí                                    |
| spicy piece                              | SPY                 | ORIGINAL SOUND TRACKS     | MZD                 | Sí                   | Sí                                    |
| Sayonara                                 | J-R&B               | ANNA                      | tourmaline          | Sí                   | Sí                                    |
| Cherry & Raquel                          | LOUNGE              | The Ebisu Singers         | Reo★kun             | Sí                   | Sí                                    |
| Miracle Moon(お月様が中継局)             | J-GARAGE POP        | Togo Project feat. Sana   | KELLY               | No                   | Sí                                    |
| 淋しくてLoneliness                       | SEXY GIRLS          | ワンダース                | May-Fa              | No                   | Sí                                    |
| Bee's Eye                                | AVANTGARDE          | Waldeus von Dovjak        | Edward              | No                   | Sí                                    |